# モスクワ運河

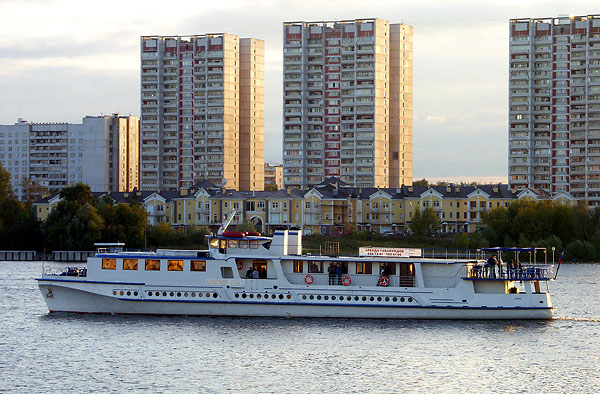
ヒムキでモスクワ運河を航行する船

モスクワ運河（モスクワうんが、ロシア語: Кана́л и́мени Москвы́）は、ロシア・モスクワ近郊にある運河。モスクワ川とヴォルガ川を結ぶ。「モスクワ・ヴォルガ運河」とも呼ばれる。1947年にモスクワ市800年を記念してモスクワの名が冠され、名称が「モスクワ運河」となった（名称の直訳は「モスクワの名の運河」）。

## モスクワを世界の五海洋と結ぶ
モスクワ運河は、ロシアの首都・モスクワ近郊にある運河で、モスクワ川とヴォルガ川上流部を結ぶ128キロメートルの運河である。
この運河はモスクワの北西郊外を出てほぼ北へ向かい、いくつかの川・人造湖も通りながら、ヴォルガ川上流のドゥブナ市へ達する。これにより、内陸のモスクワが「五海洋への港町」と呼ばれるようになった。五海洋とは白海、バルト海、カスピ海、アゾフ海、黒海を指し、モスクワがこれらの海と水路で（カスピ海に注ぐヴォルガ川水系に加え、白海・バルト海運河、ヴォルガ・ドン運河、ヴォルガ・バルト水路を経由することで）結ばれるようになったことを指すものである。
モスクワ市の水道水の半分はこの運河でまかなっていると言われるだけでなく、運河上の遊覧もできるようになった。モスクワをモスクワ運河で出て、ロシア第二の都会・サンクトペテルブルクへの船旅も行われている。これには途中ヴォルガ川、「黄金の環」のヤロスラーヴリ、オネガ湖のキジ島、ラドガ湖、ネヴァ川も経て、水位の差160メートル以上を17の水門で通過する。 

## 囚人による建設
モスクワ運河はグラーグ（強制収容所）の囚人により、1932年から1937年にかけて建設された。この間、過酷な労働とそれによる病気などで、2万2千人が亡くなったといわれる。

## 余話

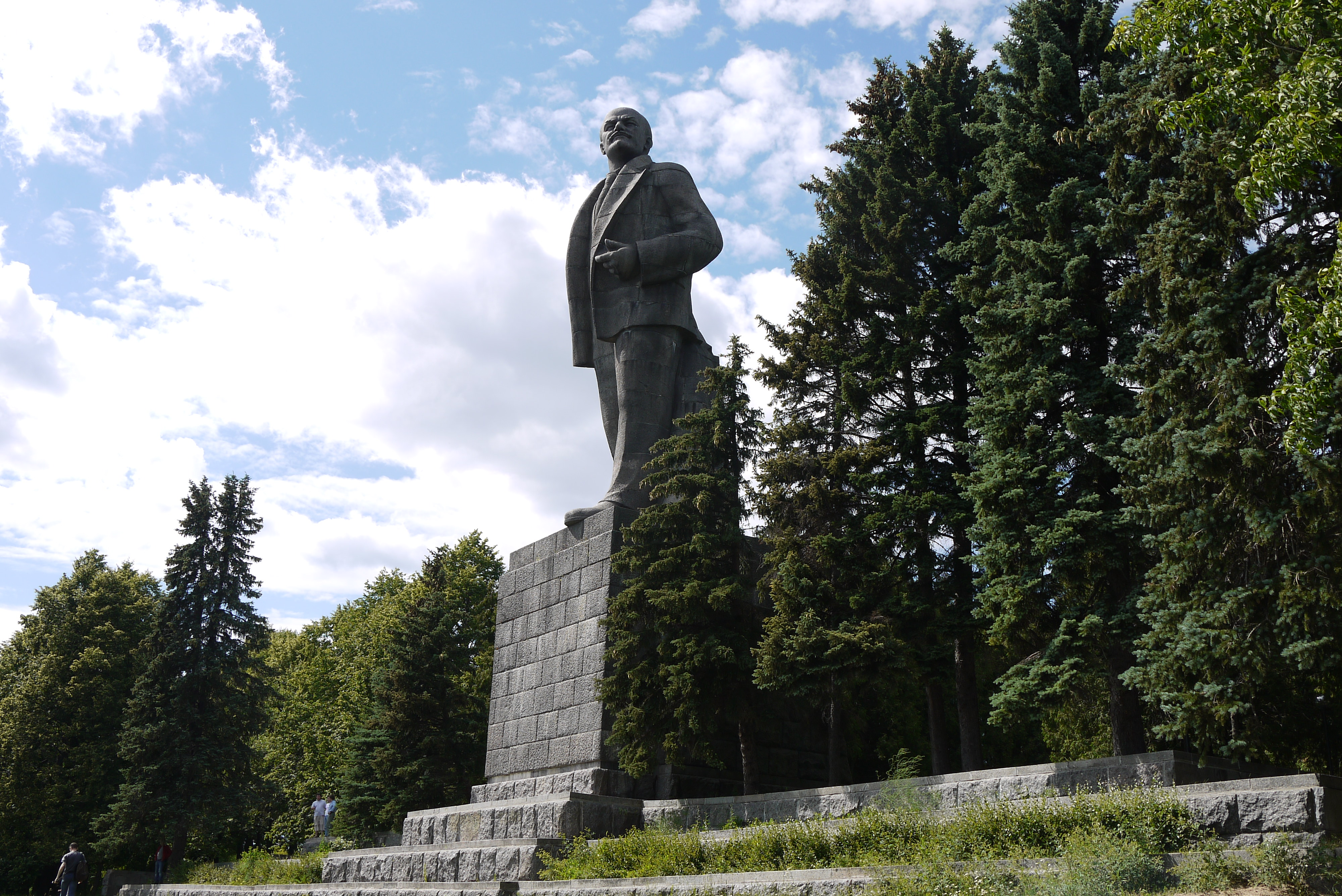
ヴォルガ川との合流点に立つレーニンの像

この運河竣工を記念して、当時世界最大のレーニン像（高さ25メートル）が、1937年にドゥブナ市のヴォルガ川との合流点に建てられた。同じく、スターリンの像も建てられたが、1961年に取り壊されている。